# アラシュ・カマルバンド
アラシュ・カマルバンド （ペルシア語: آرش کمالوند、1989年5月11日 - ）は、イランの男子バレーボール選手。ホッラマーバード出身。元イラン代表。

## 球歴
- ワールドグランドチャンピオンズカップ - 2009年（5位）
- アジア選手権 - 2009年（準優勝）、2007年（5位）
- アジア競技大会 - 2010年（準優勝）

## 所属クラブ
- Steel Azin Tehran（2007-2008）

- Petrochimi Bandar Imam（2008-2009）

- ペイカン・テヘラン（2009- 2010）
- Saipa Alborz（2010-2018）
- Folad Sirjan Iranian（2018-2019）
- Alarabi Kuwait（2019-2020）